# Championnats d'Afrique de cyclisme sur route 2010
Navigation
Championnats d'Afrique 2009 Championnats d'Afrique 2011
Les Championnats d'Afrique de cyclisme sur route 2010 se sont déroulés du 10 au 14 novembre 2010 à Kigali au Rwanda.
La Sud-Africaine Lylanie Lauwrens remporte les deux compétitions féminines. L'Érythréen Daniel Teklehaimanot est vainqueur des trois courses masculines, et s'adjuge ainsi cinq médailles d'or.

## Résultats
| Compétitions                 | Or                                                                        | Argent                                                               | Bronze                                                               |
| Hommes                       |                                                                           |                                                                      |                                                                      |
| Course en ligne              | Daniel Teklehaimanot                                                      | Meron Russom                                                         | Dan Craven                                                           |
| Contre-la-montre             | Daniel Teklehaimanot                                                      | Reinardt Janse van Rensburg                                          | Azzedine Lagab                                                       |
| Contre-la-montre par équipes | Érythrée Fregalsi Debesay Meron Russom Tesfai Teklit Daniel Teklehaimanot | Afrique du Sud Reinardt Janse van Rensburg Luthando Kaka Jason Bakke | Éthiopie Msgena Kindeya Sollomon Bittew Shiferaw Goton Mebrahtu Biru |
| Hommes - moins de 23 ans     |                                                                           |                                                                      |                                                                      |
| Course en ligne              | Daniel Teklehaimanot                                                      | Reinardt Janse van Rensburg                                          | Natnael Berhane                                                      |
| Contre-la-montre             | Daniel Teklehaimanot                                                      | Reinardt Janse van Rensburg                                          | Tsgabu Grmay                                                         |
| Femmes                       |                                                                           |                                                                      |                                                                      |
| Course en ligne              | Lylanie Lauwrens                                                          | Lise Olivier                                                         | Aurélie Halbwachs                                                    |
| Contre-la-montre             | Lylanie Lauwrens                                                          | Aurélie Halbwachs                                                    | Lizanne Naude                                                        |